# 1984年夏季奥林匹克运动会马拉维代表团
1984年夏季奥林匹克运动会马拉维代表团是马拉维派出的1984年夏季奥林匹克运动会代表团。